# Didimus knutsoni
Didimus knutsoni là một loài bọ cánh cứng trong họ Passalidae. Loài này được Aurivillius miêu tả khoa học năm 1886.